# دابووتس
دابووتس (به بلغاری: Dabovets) یک منطقهٔ مسکونی در بلغارستان است که در لیوبیمتس واقع شده‌است.